# Leichtathletik-Weltmeisterschaften 2011/Teilnehmer (Nicaragua)
| Gelbes Symbol für Goldmedaillen mit stilisierten Olympischen Ringen | Graues Symbol für Silbermedaillen mit stilisierten Olympischen Ringen | Braundes Symbol für Bronzemedaillen mit stilisierten Olympischen Ringen |
| ------------------------------------------------------------------- | --------------------------------------------------------------------- | ----------------------------------------------------------------------- |
| —                                                                   | —                                                                     | —                                                                       |

Der Leichtathletik-Verband Nicaraguas stellte bei den Leichtathletik-Weltmeisterschaften 2011 im koreanischen Daegu zwei Teilnehmer.

## Ergebnisse

### Männer

#### Laufdisziplinen
| Athlet       | Disziplin | Vorlauf        | Vorlauf | Halbfinale    | Halbfinale    | Finale        | Finale        |
| Athlet       | Disziplin | Zeit           | Platz   | Zeit          | Platz         | Zeit          | Platz         |
| ------------ | --------- | -------------- | ------- | ------------- | ------------- | ------------- | ------------- |
| Edgar Cortez | 800 m     | 1:49,10 min NR | 35      | ausgeschieden | ausgeschieden | ausgeschieden | ausgeschieden |

### Frauen

#### Laufdisziplinen
| Athletin         | Disziplin    | Vorlauf     | Vorlauf | Halbfinale    | Halbfinale    | Finale        | Finale        |
| Athletin         | Disziplin    | Zeit        | Platz   | Zeit          | Platz         | Zeit          | Platz         |
| ---------------- | ------------ | ----------- | ------- | ------------- | ------------- | ------------- | ------------- |
| Jessica Aguilera | 400 m Hürden | 1:02,78 min | 37      | ausgeschieden | ausgeschieden | ausgeschieden | ausgeschieden |